# Limnocythere pseudoreticulata
Limnocythere pseudoreticulata är en kräftdjursart som beskrevs av Staplin 1963. Limnocythere pseudoreticulata ingår i släktet Limnocythere och familjen Limnocytheridae. Inga underarter finns listade i Catalogue of Life.